# 出雲殿
株式会社 出雲殿（いずもでん）は、愛知県に2つの法人を置き冠婚葬祭サービスを展開するグループ企業。愛知・静岡の両県であわせて5の結婚式場・アニバーサリー会場と68のセレモニーホール（葬儀会館）を展開している。

## 沿革
- 1924年08月 - 大阪市南区（現・中央区）にて浅井商店開業
- 1953年04月 - 羽衣商事株式会社設立
- 1960年01月 - (株)出雲殿（和歌山）設立
- 1965年10月 - (株)出雲殿 浜松店設置
- 1966年02月 - (株)出雲殿 浜松店を設立し、総合結婚式場として発足（葬祭センター同時オープン）
- 1967年01月 - 浜松市出雲殿冠婚葬祭互助会を設立し、営業を開始
- 1973年09月 - 全日本冠婚葬祭互助協会に加盟
- 1974年06月 - 通商産業大臣の許可をうける
- 1975年07月 - (株)出雲殿より分離し、浜松店を母体として(株)平安閣を設立
- 1982年10月 - (株)平安閣冠婚葬祭互助会（愛知県）を静岡県より分離設立
- 1985年01月 - (株)平安閣冠婚葬祭互助会（愛知県）を、(株)出雲殿平安閣互助会に社名変更
- 1986年07月 - (株)出雲殿平安閣互助会を(株)出雲殿冠婚葬祭互助会に社名変更
- 1986年09月 - 愛知県内の全店を平安閣より出雲殿に変更
- 1987年07月 - 静岡県内の全店を平安閣より出雲殿に変更
- 1987年10月 - (株)平安閣を出雲殿に社名変更、同時に、平安閣グループから離脱
- 1989年07月 - (株)出雲殿と他2社合併
- 1993年06月 - 出雲殿葬祭センターをイズモ葬祭センターに変更
- 1993年07月 - (株)出雲殿冠婚葬祭互助会を(株)出雲殿互助会に社名変更
- 2003年12月 - イズモ葬祭センターを「イズモ葬祭」に変更
- 2005年09月
  - (株)出雲殿を5社に分割
  - ブライダル部門を「iWedding」に変更
- 2021年11月 - 浜松法人が「イズモ」に社名変更
- 2022年11月 - イズモを中心としてパルモグループ発足
- 2023年12月 - イズモホール西尾の運営を出雲殿（岡崎法人）からイズモに移管。

## セレモニーホール（葬祭場）一覧
| 葬祭場名                                      | 住所                                   |
| --------------------------------------------- | -------------------------------------- |
| 【家族葬専用ホール】イズモ葬祭 堀田 追憶館    | 愛知県名古屋市瑞穂区堀田通3-11         |
| 【家族葬専用ホール】イズモ葬祭 中川 追憶館    | 愛知県名古屋市中川区小碓通1-23         |
| 【家族葬専用ホール】イズモ葬祭 みなと甚兵衛通 | 愛知県名古屋市港区甚兵衛通2-27-1       |
| イズモ葬祭 春日井 貴賓館                      | 愛知県春日井市浅山町3-1-17             |
| イズモ葬祭 高蔵寺 追憶館                      | 愛知県春日井市白山町1-30-1             |
| 【家族葬専用ホール】イズモ葬祭 桃花台         | 愛知県小牧市古雅3-83-1                 |
| イズモ葬祭 宮町                               | 愛知県春日井市宮町3-9-1                |
| 【家族葬専用ホール】イズモ葬祭 小牧           | 愛知県小牧市堀の内2-27                 |
| イズモ葬祭 尾張旭 貴賓館                      | 愛知県尾張旭市向町2-5-6                |
| 【家族葬専用ホール】イズモ葬祭 大森           | 愛知県名古屋市守山区脇田町1702         |
| イズモ葬祭 瀬戸 貴賓館                        | 愛知県瀬戸市孫田町48                   |
| イズモ葬祭 祖母懐                             | 愛知県瀬戸市祖母懐町45-2               |
| イズモ葬祭 中水野                             | 愛知県瀬戸市小田妻町1-221              |
| イズモ葬祭 豊田 貴賓館                        | 愛知県豊田市小坂本町2-43-1             |
| イズモ葬祭 若林                               | 愛知県豊田市若林東町上外根49-1         |
| イズモ葬祭 美里                               | 愛知県豊田市美里5丁目10-2              |
| イズモ葬祭 猿投                               | 愛知県豊田市井上町11-10-8              |
| 【家族葬専用ホール】イズモ葬祭 香久山         | 愛知県日進市香久山3-1706               |
| 【家族葬専用ホール】イズモ葬祭 みよし         | 愛知県みよし市三好町前田36-1           |
| 【家族葬専用ホール】イズモ葬祭 前山           | 愛知県豊田市前山町4-21-4               |
| イズモ葬祭 刈谷 貴賓館                        | 愛知県刈谷市東新町3-211                |
| 【家族葬専用ホール】イズモ葬祭 半城土         | 愛知県刈谷市半城土西町3-2-19           |
| イズモ葬祭 東浦                               | 愛知県知多郡東浦町大字緒川字下家左川46 |
| イズモ葬祭 安城 貴賓館                        | 愛知県安城市三河安城南町1-12-13        |
| イズモ葬祭 知立刈谷                           | 愛知県知立市西町妻向15-1               |
| イズモ葬祭 池浦                               | 愛知県安城市池浦町大山田上2-60         |
| 【家族葬専用ホール】イズモ葬祭 南安城         | 愛知県安城市南町4-40-1                 |
| イズモホール幸田                              | 愛知県額田郡幸田町横落向野20           |
| イズモホール岡崎貴賓館                        | 愛知県岡崎市美合町小豆坂91             |
| イズモホール岡崎北                            | 愛知県岡崎市青木町1-6                  |
| イズモホールかけまち                          | 愛知県岡崎市欠町清水田38-3             |
| イズモホール矢作                              | 愛知県岡崎市東大友町字西浦37-1         |
| イズモホール六ツ美                            | 愛知県岡崎市牧御堂町花辺31             |
| パルモ葬祭 西尾                               | 愛知県西尾市今川町落20                 |
| イズモホール豊川                              | 愛知県豊川市千歳通3-13-1               |
| イズモホール豊川インター                      | 愛知県豊川市本野ヶ原4-7                |
| 【家族葬専用ホール】イズモホール金屋          | 愛知県豊川市中央通4-7                  |
| イズモホール八幡                              | 愛知県豊川市八幡町弥五郎24             |
| イズモホール小坂井                            | 愛知県豊川市伊奈町縫殿26-339           |
| イズモホール豊橋 貴賓館/弐番館                | 愛知県豊橋市東新町115                  |
| イズモホール桜丘                              | 愛知県豊橋市牛川町郷道11-1             |
| イズモホール東脇                              | 愛知県豊橋市東脇2-12-3                 |
| イズモホール西幸                              | 愛知県豊橋市西幸町字幸88-1             |
| イズモホール高師                              | 愛知県豊橋市上野町上野124-2            |
| イズモホール田原                              | 愛知県田原市田原町二の丸17-3           |
| イズモかぞくホール山中                        | 愛知県岡崎市舞木町市場13-1             |
| パルモ葬祭 貴賓館                             | 静岡県浜松市中央区城北2-26-57          |
| パルモ葬祭 弐番館                             | 静岡県浜松市中央区住吉1-11-5           |
| パルモ葬祭 参番館                             | 静岡県浜松市中央区住吉1-6-1            |
| パルモ葬祭 丸塚                               | 静岡県浜松市中央区丸塚町97-1           |
| パルモ葬祭 笠井                               | 静岡県浜松市中央区笠井新田町292-1      |
| パルモ葬祭 篠原                               | 静岡県浜松市中央区篠原町21640-1        |
| パルモ葬祭 雄踏                               | 静岡県浜松市中央区雄踏町宇布見4830-1   |
| パルモ葬祭 都盛                               | 静岡県浜松市中央区都盛町235            |
| パルモ葬祭 東三方                             | 静岡県浜松市中央区東三方町23-15        |
| パルモ葬祭 貴布祢                             | 静岡県浜松市浜名区貴布祢1781-1         |
| パルモ葬祭 美薗                               | 静岡県浜松市浜名区西美薗2496           |
| パルモ葬祭 平口                               | 静岡県浜松市浜名区平口442              |
| パルモ葬祭 赤佐                               | 静岡県浜松市浜名区根堅1978-28          |
| パルモ葬祭 引佐                               | 静岡県浜松市浜名区引佐町金指1456-9     |
| パルモ葬祭 有玉                               | 静岡県浜松市中央区有玉北町477-1        |
| パルモ葬祭 かぞくホール篠ケ瀬                 | 静岡県浜松市中央区篠ケ瀬町1106         |
| パルモ葬祭 かぞくホール上島                   | 静岡県浜松市中央区上島6-3-36           |
| パルモ葬祭 かぞくホール東伊場                 | 静岡県浜松市中央区東伊場2丁目10-2      |
| パルモ葬祭 かぞくホール城北                   | 静岡県浜松市中央区城北2-36-1           |
| パルモ葬祭 かぞくホール佐鳴台                 | 静岡県浜松市中央区佐鳴台6-7-12         |
| パルモ葬祭 かぞくホール富塚                   | 静岡県浜松市中央区富塚町2068-1         |
| パルモ葬祭 磐田                               | 静岡県磐田市二之宮東6-1                |
| パルモ葬祭 中泉                               | 静岡県磐田市中泉1711                   |
| パルモ葬祭 福田                               | 静岡県磐田市福田4458                   |
| パルモ葬祭 豊田                               | 静岡県磐田市立野2031-1                 |
| パルモ葬祭 竜洋                               | 静岡県磐田市白羽174-1                  |
| パルモ葬祭 新屋                               | 静岡県袋井市新屋4-7-10                 |
| パルモ葬祭 浅羽                               | 静岡県袋井市諸井927-1                  |
| パルモ葬祭 山梨                               | 静岡県袋井市上山梨3丁目14-6            |
| パルモ葬祭 掛川                               | 静岡県掛川市細田548                    |
| パルモ葬祭 カデンツァ                         | 静岡県掛川市矢崎町1-6                  |
| パルモ葬祭 大坂                               | 静岡県掛川市大坂942-3                  |
| パルモ葬祭 菊川                               | 静岡県菊川市加茂3388-1                 |
| パルモ葬祭 かぞくホール寺津                   | 愛知県西尾市巨海町泉田16               |
| 出雲殿互助会の家族葬 森田                     | 静岡県浜松市中央区森田町225-2          |
| 出雲殿互助会の家族葬 三島                     | 静岡県浜松市中央区三島町108-1          |
| 出雲殿互助会の家族葬 半田山                   | 静岡県浜松市中央区半田山6-8-4          |
| 出雲殿互助会の家族葬 飯田                     | 静岡県浜松市中央区飯田町332-1          |

## 結婚式場一覧
| 式場名                                        | 住所                        |
| --------------------------------------------- | --------------------------- |
| St.Filer OKAZAKI（サンフィレール岡崎）        | 愛知県岡崎市竜美西2-2-7     |
| STUDIO axe 岡崎（スタジオアクス岡崎）         | 愛知県岡崎市竜美西2-10-5    |
| THE ESTREAL                                   | 静岡県浜松市中区鍛冶町321-5 |
| L'atelier de MARIEE（ラトリエ・ドゥ・マリエ） | 静岡県磐田市二之宮東4-5     |
| Santo Felice（サントフェリーチェ）            | 静岡県掛川市矢崎町1-1       |

## グループ会社
- （株）出雲殿互助会（出雲殿グループ）
- （株）CAIメディア（出雲殿グループ）
- （株）出雲流通センター（出雲殿グループ）
- （株）出雲事務管理センター（出雲殿グループ）
- （株）彩和（パルモグループ）
- パルモDC株式会社（パルモグループ）
- パルモサービス（株）（パルモグループ）

## 浜松法人の社名・屋号変更
2021年11月、現・出雲殿グループ創業の地とも言える静岡県西部を担当する浜松法人が、「イズモ」に社名変更。2022年11月には物流・飲食分野と一体化した「パルモグループ」を立ち上げ、2023年6月より静岡県西部のイズモ葬祭を「パルモ葬祭」と改称。愛知県東部エリアを担当する岡崎法人もイズモの関連会社となり所在地も浜松市のイズモ本社になっているが、葬祭事業は従来通り「イズモ葬祭」を名乗る。また静岡県西部には出雲殿互助会の静岡法人が存在し、パルモ葬祭公式サイトのFAQでは今後も同会会員は特典を利用できるとしている。